# Приморські Альпи
44°13′53″ пн. ш. 7°10′36″ сх. д. / 44.231389° пн. ш. 7.176667° сх. д.
Примо́рські А́льпи — відділяються від Лігурійських Альп на сході перевалом Танд (Тенда), від Котських Альп (на півночі) — перевалом Ларш (Маддалена). На півдні гори спускаються до Лігурійського моря.
- Довжина 150 км
- Висота до 3 297 м (гора Арджентера).

Узбережжя у цьому районі утворює Французьку Рив'єру (міста Канни, Ніцца тощо).
Складені переважно вапняком, кристалічними породами і флішем.

### Основні масиви
- Меркантур/Монте Арджентера
- Пела
- Передальпи Грас
- Передальпи Ніцци

### Основні вершини
- Монте Арджентера (3 290 м)
- Жела (3 135 м)
- Матто (3 087 м)
- Пела (3 053 м)
- Клап'є (3 046 м)
- Тенібр (3 032 м)